# صادق خلیلیان
صادق خلیلیان (زادهٔ ۱۳۳۸ در اهواز) سیاستمدار و مدرس دانشگاه ایرانی است که در دولت دهم سمت وزیر جهاد کشاورزی را برعهده داشت. او همچنین عضو هیئت علمی دانشگاه تربیت مدرس است.
خلیلیان در دولت سیزدهم به مدّت نزدیک به یکسال و نیم از سال ۱۴۰۰ تا ۱۴۰۱ سمت استاندار خوزستان را برعهده داشت. او در دولت نهم از ۱۳۸۴ تا ۱۳۸۸ معاون برنامه‌ریزی وزیر جهاد کشاورزی بود.
او دانش‌آموختهٔ کارشناسی مهندسی خاکشناسی از دانشگاه چمران اهواز و دکترای اقتصاد منابع طبیعی از دانشگاه تربیت مدرس است و فعالیت شغلی خود را در جهاد سازندگی آغاز کرده‌است.

## وزارت جهاد کشاورزی
در روز سه‌شنبه ۱۵ مرداد ۱۳۸۸، با ارایهٔ پیشنهاد وزارت او توسط محمود احمدی‌نژاد به مجلس شورای اسلامی، این پیشنهاد به رأی گذاشته شد و از مجموع ۲۸۶ رأی گرفته شده، با ۲۰۰ رأی موافق، ۳۲رأی ممتنع، ۵۴ رأی مخالف موفق به کسب رأی اعتماد از مجلس وزیر جهاد کشاورزی شد.

## انتخابات ریاست‌جمهوری
صادق خلیلیان در ۲۱ اردیبهشت ۱۳۹۲، آخرین روز ثبت‌نام انتخابات ریاست‌جمهوری ایران (۱۳۹۲) با حضور در ستاد انتخابات وزارت کشور نام‌نویسی کرد. وی همچنین در انتخابات ریاست‌جمهوری ایران (۱۳۹۶) نیز ثبت‌نام کرد ولی در هر دو دوره انصراف داد. خلیلیان پس از انصراف در سال ۱۳۹۲ اعلام کرد که این انصراف در جهت حمایت از فرد خاصی نیست. وی در سال ۱۳۹۶ با صدور اطلاعیه‌ای از سید ابراهیم رئیسی حمایت کرد.
او برای انتخابات ریاست‌جمهوری ۱۴۰۰ نیز با شعار انتخاباتی «دولت نگاه نو و تحول اساسی» اعلام نامزدی کرده‌بود.
وی همچنین در روز یکشنبه ۱۳ خرداد ۱۴۰۳ با حضور در وزارت کشور برای انتخابات ریاست‌جمهوری دوره چهاردهم ثبت‌نام کرد.

## استانداری خوزستان
صادق خلیلیان در تاریخ ۱۴ شهریور ۱۴۰۰ در جلسه هیئت دولت به ریاست سید ابراهیم رئیسی، با رأی اعتماد وزیران دولت سیزدهم به سمت استاندار خوزستان انتخاب شد.